# První bitva u Syrty
První bitva u Syrty byla námořní bitvou druhé světové války ve Středozemním moři. Bitva se uskutečnila v noci 17. prosince 1941 v zálivu Velká Syrta mezi italským a spojeneckým námořnictvem.

## Italské síly
Po neúspěšných konvojích, které utrpěly velké ztráty a pod silným nátlakem Němců na dodávky do severní Afriky byl Iachino donucen vyslat nový konvoj tentokrát s velmi silným zabezpečením.
- Konvoj M 42 byl složen ze 3 italských a 1 německé lodě. Vyplul 16. prosince z Tarentu do Benghází s nákladem aut a benzínu. Jeho doprovod tvořily torpédoborce Antonio da Noli , Ugolino Vivaldi, Lanzerotto Malocello, Nicolo Zeno, Emanuele Pessagno a torpédovka Pegaso.
- Blízké krytí bylo složeno z bitevní lodě Caio Duilio, lehkých křižníků Emanuele Filiberto Duca d'Aosta, Muzio Attendolo, Raimondo Montecuccoli a torpédoborců Ascari, Aviere a Camicia Nera. Jeho velitelem byl kontradmirál Raffaele de Courten.
- Vzdálené krytí bylo složeno z bitevních lodí Andrea Doria, Giulio Cesare a Littorio, těžkých křižníků Gorizia a Trento a torpédoborců Vincenzo Gioberti, Alfredo Oriani, Maestrale, Carabiniere, Corazziere, Alpino, Bersagliere, Fuciliere, Granatiere a Antoniotto Usodimare. Jeho velitelem byl kontradmirál Angelo Parona.

## Spojenecké síly
Cunningham se o konvoji včas dozvěděl z rozšifrovaných italských zpráv a vyslal 16. prosince 1942 z Alexandrie svaz B, který měl za úkol jednak napadnout konvoj a jednak chránit rychlou dopravní loď Breconshire plující na Maltu. V polovině cesty měl Breconshire převzít svaz K, který vyplul z Malty.
- Svaz B byl složen z lehkých křížníků HMS Naiad, HMS Euryalus a HMS Carlisle a torpédoborců HMS Jervis, HMS Kimberley, HMS Kingston, HMS Kipling, HMAS Nizam, HMS Havock, HMS Hasty, HMS Decoy. Jeho velitelem byl kontradmirál Philip Vian.
- Svaz K byl složen z lehkých křížníků HMS Aurora, HMS Penelope, HMS Neptune a torpédoborců HMS Sikh, HMS Maori, HMS Legion, HNLMS Isaac Sweers, HMS Jaguar a HMS Kandahar.

## Bitva
17. prosince ráno se oba spojenecké svazy spojily. Zároveň byly zpozorovány průzkumným letadlem poblíž Sidi Barrani. Během celého dne byl Vianův spojený svaz neúspěšně napadán střemhlavými i torpédovými letadly. Po jednom útoku v 17:45 spatřily spojenecký svaz italské lodě (vzdálené krytí), které přilákala spojenecká protiletadlová palba. V 17:53 zahájily italské lodě palbu. Protože spojenecké lodě k soupeři nedostřelily, začaly vytvářet kouřovou clonu. Po asi 10 minutách neúspěšné palby a při vzpomínce na bitvu u Matapanu, se Iachino rozhodl neriskovat noční boj a začal ustupovat k severu. Oba svazy se tak od sebe odpoutaly. Svaz K převzal transportní loď Breconshire a bezpečně ji dopravil na Maltu. Svaz B se vracel do Alexandrie.

## Po bitvě
Druhý den 18. prosince zjistilo britské průzkumné letadlo, že italský konvoj opět postupuje k jihu. Bylo rozhodnuto vyslat svaz K složený z lehkých křížníků HMS Aurora, HMS Penelope, HMS Neptune a torpédoborců HMS Kandahar, HMS Lance, HMS Lively a HMS Havock k Tripolisu s cílem konvoj napadnout. Svazu velel námořní kapitán Rory O'Connor. 19. prosince krátce před 1 hodinou v noci vplul spojenecký svaz do minového pole 20 mil severně od Tripolisu. Na minách se potopily křižník Neptune a torpédoborec Kandahar a poškodily křižníky Aurora a Penelope. Ostatní lodě bez poškození vyvázly.

## Závěr
Po těchto ztrátách i s přihlédnutím na vzrůstající německou leteckou aktivitu, bylo nutné zrušit činnost hladinových lodí z Malty proti italským konvojům. Italský konvoj M 42 v pořádku doplul, ale spotřeba paliva nutná na jeho doprovod byla neúnosná.